# لغة نمذجة الواقع الافتراضي
لغة نمذجة الواقع الافتراضي (VRML) لغة برمجة اختبرت أول مرة عام 1995. تهتم بالرسم الثلاثي الأبعاد على الإنترنت حتى بدون إنترنت وذلك باستخدام المتصفح في الحاسب الآلي.